# Lasse Schlüter
Lasse Schlüter (* 27. April 1992 in Hamburg) ist ein deutscher Fußballspieler.

## Karriere
Nach seinen Anfängen in der Jugend des SC Poppenbüttel wechselte er im Sommer 2006 in die Jugendabteilung vom Hamburger SV. Nachdem er für die zweite Mannschaft der Hamburger seine ersten Einsätze im Seniorenbereich bestritten hatte, wechselte er im Sommer 2012 innerhalb der Regionalliga Nord zur zweiten Mannschaft des FC St. Pauli. Nach zwei Saisons in Hamburg wechselte er zum Nordost-Regionalligisten Wacker Nordhausen. Zwei Jahre später erfolgte sein ligainterner Wechsel zu Energie Cottbus. Seine Mannschaft schloss die Saison 2017/18 auf dem 1. Platz ab und gewann beide Aufstiegsspiele gegen den SC Weiche Flensburg 08 und stieg somit in die 3. Liga auf. Gleichzeitig gewann er mit den Lausitzern in den beiden Jahren auch jeweils den brandenburgischen Landespokal.
Nach dem Aufstieg debütierte Schlüter am 29. Juli 2018 in der 3. Liga, als er am 1. Spieltag beim 3:0-Heimsieg gegen Hansa Rostock in der Startelf stand. Am Saisonende folgte mit dem FC Energie der direkte Wiederabstieg in die Regionalliga.
Zur Drittligasaison 2019/20 unterzeichnete der Verteidiger bei Eintracht Braunschweig einen bis Juni 2021 laufenden Vertrag. Bei der Eintracht konnte sich Schlüter zunächst nicht durchsetzen und kam erst im Februar 2020 zu seinem ersten Ligaeinsatz.